# John Eccles
John Eccles, seltener auch Eagles (* vermutlich um 1668 in London; † 12. Januar 1735 in Hampton Wick) war ein englischer Komponist.

## Leben
John Eccles war der einzige Sohn von Henry Eccles dem Älteren (zwischen 1640 und 1650 – 1711), nicht zu verwechseln mit dem gleichnamigen Geiger und Komponisten Henry Eccles. Seine Ausbildung ist nicht dokumentiert. Im Jahre 1695 wurde er Musiker am Hofe des englischen Königs. 1700 ernannte ihn der König zum Master of the King’s Musick. Damit hatte Eccles bis zu seinem Tod 1735 die höchste am englischen Hof zu vergebende Stelle für Musiker inne. 1700 wurde er Zweiter in einem Wettbewerb zur Vertonung von William Congreves The Judgement of Paris, den John Weldon gewann.
Eccles komponierte zahlreiche Werke für das Theater, darunter Schauspielmusiken und „Masques“ (eine englische Form der Oper). 1693 wurde er Komponist am Drury Lane Theatre in London. Als 1695 einige der Schauspieler diese Theater verließen und ein eigenes Ensemble in den Lincoln’s Inn Fields gründeten, komponierte er auch für dieses Theater. Eccles schrieb außerdem Musik für die Krönung der Königin Anna sowie einige Lieder.
Seinen Lebensabend verbrachte Eccles hauptsächlich in Kingston upon Thames, wo er nur noch wenig komponierte und den Großteil seiner Zeit dem Fischfang widmete.

## Werke
Schauspielmusik
- Love for Love von William Congreve
- The Spanish Friar von John Dryden
- Don Quixote von Thomas d’Urfey (mit Henry Purcell)

Masques
- Macbeth nach William Shakespeare (London 1694)
- The Rape of Europa Masque (London 1694)
- The Loves of Mars and Venus (mit Gottfried Finger, London 1696)
- Hercules (London 1697)
- A Musical Entertainment (London 1697)
- Ixion (London 1697)
- Europe’s Revels for the Peace (London 1697)
- Rinaldo and Armida (London 1698)
- The Mad Lover (London um 1700)
- The Judgment of Paris or The Prize of Music (London 1701)
- The British Enchanters or No Magic like Love (London 1706)
- Semele (1707)